# OC Muungano
OC Muungano is een voetbalclub uit Congo-Kinshasa uit de stad Goma. Ze spelen in de hoogste voetbaldivisie van Congo-Kinshasa, die Linafoot heet. OC Muungano speelt zijn thuiswedstrijden in het Stade de Virunga, dat plaats biedt aan ruim 8.000 toeschouwers.